# Corokia buddleioides
Corokia buddleioides är en tvåhjärtbladig växtart som beskrevs av Allan Cunningham. Corokia buddleioides ingår i släktet Corokia, och familjen Argophyllaceae. Utöver nominatformen finns också underarten C. b. linearis.

## Bildgalleri

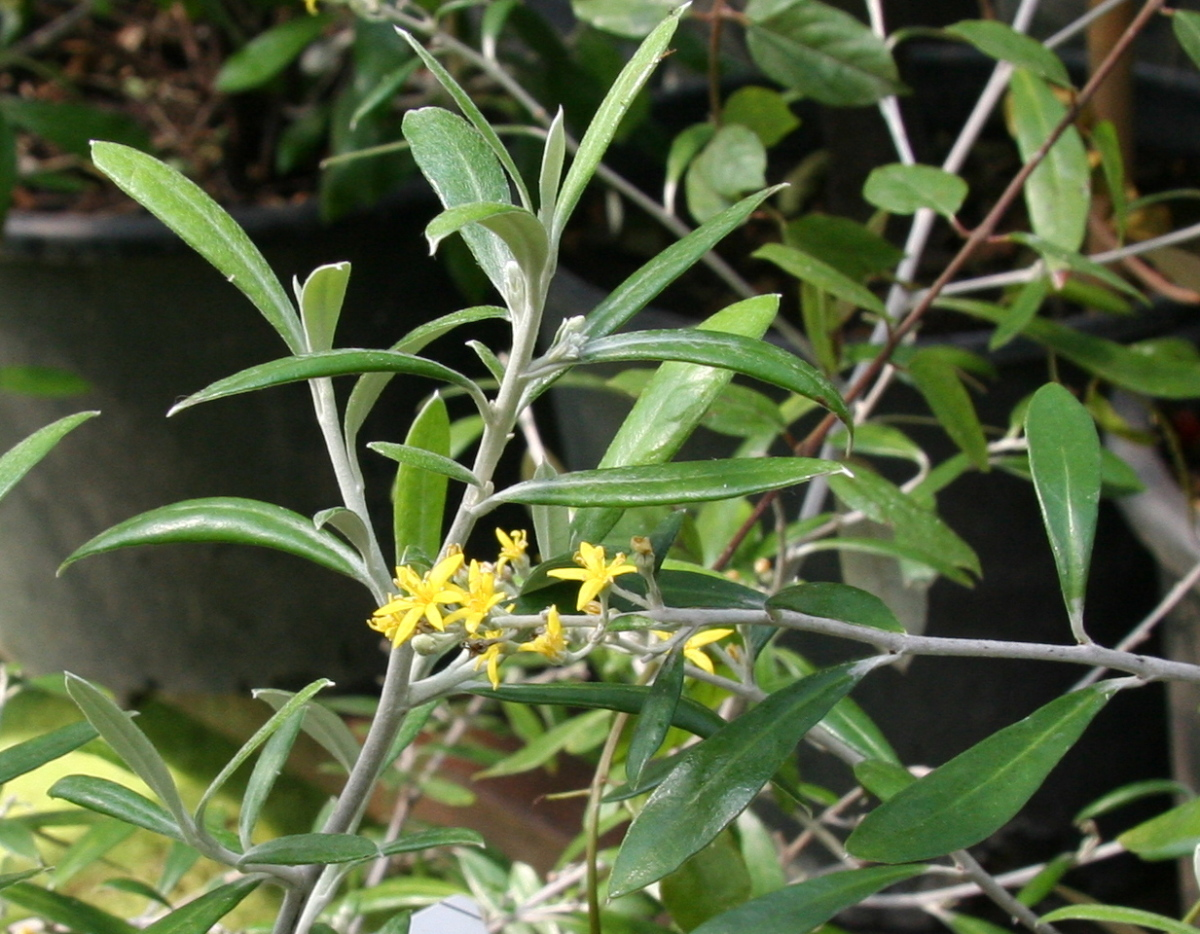